# Pavel Balcárek

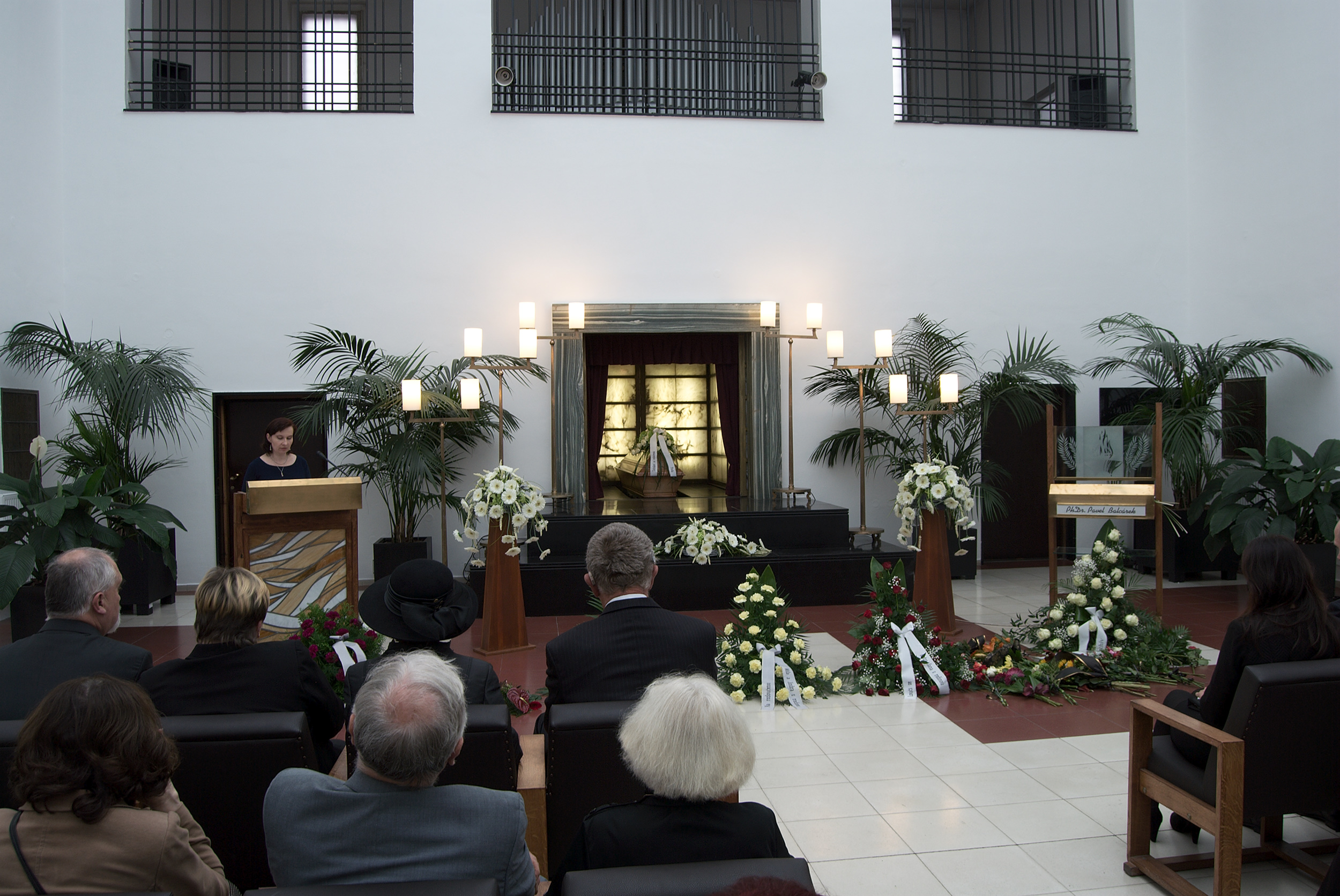
Z pohřbu Pavla Balcárka ve smuteční síni krematoria brněnského ústředního hřbitova

Pavel Balcárek (3. srpna 1940 Brno – 30. září 2015) byl moravský archivář, historik zabývající se zejména 17. stoletím, editor, spolupracovník Boleslava Bárty a v letech 1990–1992 poslanec České národní rady za Hnutí za samosprávnou demokracii – Společnost pro Moravu a Slezsko.

## Život
V letech 1957–1962 vystudoval archivnictví, historii a italštinu na Filozofické fakultě Masarykovy univerzity, v roce 1967 obhájil doktorát z filozofie. Po studiu nastoupil jako odborný pracovník do Moravského zemského archivu v Brně. V letech 1964 až 1974 pracoval na odloučeném pracovišti v archivu na Arcibiskupském zámku v Kroměříži.
Pavel Baclárek zemřel 30. září 2015 na selhání srdce. Jeho pohřeb se konal 9. října 2015 od 14:00 SELČ ve smuteční síni krematoria brněnského ústředního hřbitova.

## Vydané monografie
- Kardinál František z Ditrichštejna (1570–1636), Kroměříž: Muzeum Kroměřížska, 1990.
- Brno versus Olomouc: o primát hlavního města Moravy; Pod Špilberkem proti Švédům: statečný velitel města Ludvík Raduit de Souches, Brno: Jota, 1993. ISBN 80-85617-09-9.
- Kardinál František Ditrichštejn: 1570–1636: gubernátor Moravy, České Budějovice: Veduta, 2007. ISBN 978-80-86829-30-2.
- Ve víru třicetileté války: politikové, kondotiéři, rebelové a mučedníci v zemích Koruny české, České Budějovice: Veduta, 2011. ISBN 978-80-86829-61-6.
- Z pozůstalosti archiváře a národního buditele Vincence Brandla (1834–1901): (zejména k zápasu o české školství na Moravě), Brno: Moravský zemský archiv, 1997. ISBN 80-238-1326-9.